# Акимова, Мария Степановна
Мария Степановна Акимова (21 марта 1915 — 1 ноября 1971) — советский антрополог, кандидат исторических наук (1942), доцент кафедры антропологии МГУ.

## Биография
Мария Акимова родилась в селе Глухово, Владимирская губерния. В 1940 году окончила биологический факультет Московского государственного университета и с 1944 года на преподавательской работе в нём. В годы Великой Отечественной войны работала в Комитете наук при СНК Киргизской ССР во Фрунзе.
Научные исследования посвящены проблемам расогенеза и этногенеза населения Поволжья, Южного Урала и Зауралья. На территории Чувашии проводила археологические раскопки памятников Балановской и срубной культур, средневековых могильников. Организатор антропологических экспедиций по Башкортостану и Челябинской области (1963—1965, 1967), в ходе которых по дерматоглифическим, серологическим, соматологическим программам было обследовано 1250 башкир.
Акимова выделила четыре антропологических типа башкир, которые имеют чёткую территориальную привязку: субуральский тип характерен для северных и северо-западных лесных районов, южносибирский — северо-восточных и зауральских, светлый европеоидный — западных и северо-западных, понтийский — для юго-западных и юго-восточных районов Башкортостана. На основе собранного палеоантропологического материала (проведены краниологические исследования и реставрация 284 черепов) Акимова сделала вывод о генетической принадлежности башкир к населению Южного Урала I тысячелетия.
Автор более 40 научных работ.

## Труды
- Антропология древнего населения Приуралья. Москва, 1968
- Палеоантропологические материалы с территории Чувашской АССР // Краткие сообщения ИЭ АН СССР. 1955. Вып. 23; Антропология древнего населения Приуралья. М., 1968
- Этногенез башкир по данным антропологии // Археология и этнографии Башкирии. Том 4. Уфа, 1972
- Курганный могильник около дер. Тауш-Касы в Чувашии (раскопки 1947 и 1948 гг.) // Ученые записки ЧувНИИ. Вып. IV Чебоксары, 1950. С. 154—179.